# Cerogenes violacea
Cerogenes violacea är en insektsart som först beskrevs av William Lucas Distant 1887.  Cerogenes violacea ingår i släktet Cerogenes och familjen lyktstritar.
Artens utbredningsområde är Guatemala. Inga underarter finns listade i Catalogue of Life.